# نماد انقراض
نماد انقراض (به انگلیسی: Extinction symbol) نشان دهندهٔ خطر انقراض هولوسن در کرهٔ زمین است. این نماد که متشکل است از یک دایره (نماد کرهٔ زمین) و طرحی به مانند ساعت شنی (نماد هشدار گونه‌های درحال انقراض)، توسط هنرمندی ناشناس درسال ۲۰۱۱ طراحی و مورد استفاده قرار گرفته‌است. همچنین این علامت را «نماد صلح نسل کنونی» نیز نامیده‌اند.

نماد انقراض

هم‌اکنون این نماد در سراسر جهان، در بسیاری از تظاهرات‌های طرفداران محیط‌زیست مورد استفاده قرار می‌گیرد.

## ریشه
گاردین در گزارشی درسال ۲۰۱۹ دربارهٔ این علامت نوشت که «اینکه این علامت از کجا آمده‌است یک راز می‌باشد». گاردین خاطرنشان کرد که محتمل‌ترین خالق این نماد، یک شخص انگلیسی است که خود را با سه حرف ESP معرفی می‌کند و تنها راه ارتباطی با او نیز یک وبسایت است. خبرگزاری نیواستیتمنز نیز درسال ۲۰۱۹ گزارش داده‌است که خالق این نماد پس از طراحی آن، با چند گروه حامی محیط‌زیست ارتباط برقرار کرده‌است و از آنها خواسته که از این نماد بصورت گسترده استفاده کنند. این نماد یک علامت غیرخصوصی است که هیچ بنگاهی نمی‌تواند از آن استفادهٔ تجاری و تبلیغاتی کند.

## ساختار
خالق مخفی این نماد در مصاحبه‌ای با یک وبسایت در سال ۲۰۱۹ بیان کرده‌است که، وجود دایره در این نماد تداعی کنندهٔ کرهٔ زمین است و ساعت شنی درون آن نیز بازگو کنندهٔ روبه اتمام بودن زمان است. البته این شکل از نماد برداشتی از نمادهای ایدئولوژی آنارشیسم (دایره-A) و نماد مشهور «صلح» می‌باشد.

## کاربرد

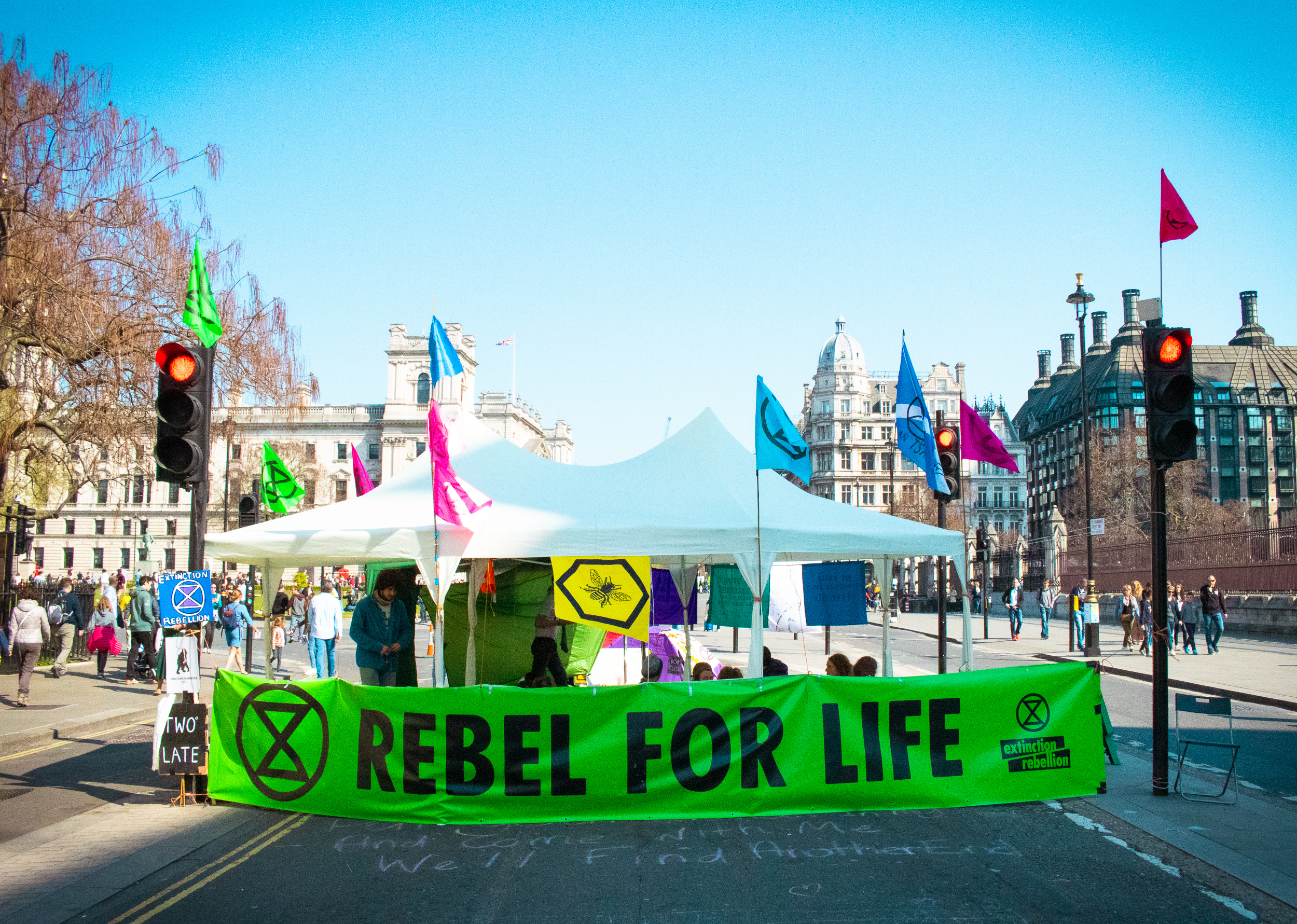
استفاده از نماد انقراض در تظاهرات حامیان محیط‌زیست در لندن ۲۰۱۸

نقطهٔ شروع استفاده از این نماد، اعتراض‌های جهانی سال ۲۰۱۸ گروه‌های اقدام علیه انقراض بوده‌است.پس از این، استفاده از نماد در بسیاری از جنبش‌ها، تظاهرات‌ها و هنرهای اعتراضی بین‌المللی صلح‌طلبان و زیست‌محیطی رشد چشمگیری داشته‌است. هم‌اکنون دربسیاری از در دیوارهای اماکن دولتی و عمومی در انگلستان و اروپا، طراحی‌های گرافیتی این نماد را می‌توانید مشاهده کنید. در آوریل سال ۲۰۱۹ نیز روزنامهٔ گاردین این علامت را «سمبل صلح نسل کنونی نامید».

طراحی روی دیوار «نماد انقراض» از بنکسی